# Гідроксид францію
Гідроксид францію є гіпотетичною неорганічною сполукою з хімічною формулою FrOH. 
Ймовірно, його можна отримати шляхом реакції металевого францію з водою:
2 Fr + 2 H2O → 2 FrOH + H2 (газ)
Ця реакція може бути вибухонебезпечною, тому що вона, ймовірно, дуже екзотермічна. Вода може раптово почати бурхливо кипіти, утворюючи гарячу водяну пару. Водень, що виділяється, може легко спалахнути і вибухнути. Проте, це все лише припущення, оскільки значну кількість францію ніколи не отримували.
Передбачається, що лужність гідроксиду францію є більшою, ніж гідроксиду цезію.